# Хайд-Парк (Нью-Йорк)
Хайд–Парк (англ. Hyde Park) — город в округе Датчесс, штат Нью-Йорк, Соединённые Штаты Америки, расположенный на берегу реки Гудзон к северу от Покипси. В черте города находятся деревни Хайд–Парк, Ист-Парк, Статсберг и Хэвиленд. Через город близ реки Гудзон проходит автотрасса US 9.
Хайд–Парк известен как родной город Франклина Делано Рузвельта, 32-го президента Соединённых Штатов. Его дом, который сейчас является Национальным историческим памятником «Дом Франклина Делано Рузвельта», занесен в Национальный реестр исторических мест Соединенных Штатов, как и дома Элеоноры Рузвельт, Исаака Рузвельта и Фредерика Уильяма Вандербильта, а также средняя школа Хэвиленда (ранее средняя школа Франклина Делано Рузвельта).
В Хайд–Парке находится главный кампус Кулинарного института Америки — четырехгодичного колледжа кулинарного, хлебопекарного и кондитерского искусства, а также Президентская библиотека и музей Франклина Делано Рузвельта — первая президентская библиотека в Соединенных Штатах.
По данным переписи населения Соединенных Штатов 2020 года, население Хайд–Парка составляло 21021 человек.